# وراثة (فلم)
وراثة هو فيلم من نوع دراما أُصدر في 2012. الفيلم من إخراج هيام عباس، أما السيناريو فكان من كتابة هيام عباس وعلاء حليحل وغازي البوليوي ونادين ناوس.

## طاقم التمثيل
- نزار فرنسيس
- هيام عباس
- آنا ماريا حوا
- علي سليمان
- مكرم خوري
- أشرف برهوم
- يوسف أبو وردة
- غازي البوليوي
- جميل خوري  [لغات أخرى]‏
- خليفه ناطور
- ربى بلال عصفور
- طارق قبطي
- علا طبري
- كلارا خوري
- حفصية حرزي
- توم باين

## وصلات خارجية
- مقالات تستعمل روابط فنية بلا صلة مع ويكي بيانات